# Colorado Xplosion 1997-1998
La stagione 1997-98 delle Colorado Xplosion fu la 2ª nella ABL per la franchigia.
Le Colorado Xplosion arrivarono quarte nella Western Conference con un record di 21-23. Nei play-off persero al primo turno con le Long Beach Stingrays (2-1).

## Roster
| N° | Naz.                   | Ruolo | Sportivo         | Anno | Alt. | Peso |
| -- | ---------------------- | ----- | ---------------- | ---- | ---- | ---- |
|    | Stati Uniti (bandiera) | G     | Keisha Anderson  | 1974 | 170  | 57   |
|    | Stati Uniti (bandiera) | G     | Debbie Black     | 1966 | 160  | 56   |
|    | Stati Uniti (bandiera) | G     | Edna Campbell    | 1968 | 173  | 69   |
|    | Stati Uniti (bandiera) | AC    | Sylvia Crawley   | 1972 | 196  | 85   |
|    | Stati Uniti (bandiera) | A     | Stacey Ford      | 1969 | 188  | 84   |
|    | Stati Uniti (bandiera) | A     | Vicki Hall       | 1969 | 185  | 82   |
|    | Stati Uniti (bandiera) | G     | Melody Howard    | 1972 | 175  | 66   |
|    | Stati Uniti (bandiera) | A     | Missy Masley     | 1974 | 188  | 77   |
|    | Stati Uniti (bandiera) | AC    | Tari Phillips    | 1969 | 188  | 91   |
|    | Stati Uniti (bandiera) | GA    | Crystal Robinson | 1974 | 180  | 70   |
|    | Stati Uniti (bandiera) | G     | Shelley Sheetz   | 1975 | 167  | 59   |
|    | Stati Uniti (bandiera) | A     | Dana Wynne       | 1975 | 188  | 79   |

## Staff tecnico
Allenatore: Sheryl Estes